# Anna Carin Olofssonová-Zideková
Anna Carin Olofsson-Zidek (* 1. dubna 1973 Sveg) je bývalá švédská biatlonistka, původně běžkyně na lyžích. Je olympijskou vítězkou z roku 2006 a mistryní světa z roku 2007.
Provdala se za Čechokanaďana Toma Zidka, servismana kanadského biatlonového týmu, v roce 2008 se jim narodil syn Liam. Po mateřské přestávce se vrátila k závodění a zúčastnila se olympiády ve Vancouveru 2010.
V letní přestávce v roce 2011 ukončila aktivní kariéru. Jako důvod uvedla ztrátu motivace.